# Elvire Audray
Elvire Audray, née le 28 janvier 1960 à Paris 14e et morte le 29 juillet 2000 à Paris 13e, est une actrice, chanteuse et animatrice de télévision française ayant fait carrière principalement en Italie.

## Biographie
Elle est née le 28 janvier 1960 à Paris. Figure bien connue du cinéma italien des années 1980, elle a fait ses débuts en 1982 dans Vado a vivere da solo (it) face à Jerry Calà, avec qui elle a ensuite joué dans Rimini Rimini et la mini-série télévisée Professione vacanze (it). Au cinéma, elle a également participé à des comédies telles que La Gorille (it) et Italian Fast Food (it), à des films d'horreur tels que Crime au cimetière étrusque, L'Esclave blonde et Nosferatu à Venise, ainsi qu'au thriller policier I giorni del commissario Ambrosio, où elle a joué avec Ugo Tognazzi. En même temps, elle est active dans quelques productions françaises, dont Plus beau que moi, tu meurs de Philippe Clair et en 1984 elle participe avec un petit rôle dans la mini-série télévisée américaine Nuits secrètes.
À la télévision, en 1989, elle participe en tant qu'assistante à Fantastico (it), animé par Enrico Montesano et Anna Oxa, et la même année, elle apparaît aux côtés de Fabio Fazio (it) dans l'émission Fate il vostro gioco (it). Dans les années 1990, elle réduit ses apparitions, se concentrant principalement sur le petit écran ; ses dernières prestations sont dans les séries télévisées françaises Julie Lescaut (1994) et La Rivière Espérance (1995).
Elle se suicide en 2000, à l'âge de quarante ans. 

## Filmographie

### Actrice de cinéma
- 1982 : Vado a vivere da solo (it) de Marco Risi : Françoise
- 1982 : Crime au cimetière étrusque (Assassinio al cimitero etrusco) de Sergio Martino : Joan Barnard
- 1982 : Plus beau que moi, tu meurs de Philippe Clair : Maïté
- 1982 : La Gorille (it) (La gorilla)
- 1983 : La Guerre du fer (La guerra del ferro) d'Umberto Lenzi : Isa
- 1983 : Morbida d'Arduino Sacco (it)
- 1985 : L'Esclave blonde (Schiave bianche - Violenza in Amazzonia) de Mario Gariazzo : Catherine Miles
- 1986 : Italian Fast Food (it) de Lodovico Gasparini (it) : Françoise
- 1987 : Rimini Rimini de Sergio Corbucci : La baigneuse en difficulté
- 1988 : Nosferatu à Venise (Nosferatu a Venezia) de Maurizio Lucidi, Pasquale Squitieri, Mario Caiano, Luigi Cozzi et Augusto Caminito : Uta Barneval
- 1988 : I giorni del commissario Ambrosio de Sergio Corbucci : Sharon
- 1991 : La Tribu d'Yves Boisset : L'hôtesse Castaing

### Actrice de télévision
- 1982 : Le Lys, téléfilm de Fabrice Maze : Lady Dudley
- 1984 : Nuits secrètes (Lace), téléfilm de William Hale
- 1984 : Un seul être vous manque, serie télé
- 1985 : Caccia al ladro d'autore, série télé, épisode 1x03
- 1986 : Professione vacanze (it), mini-série de Vittorio De Sisti – saison 1
- 1992 : Le JAP, juge d'application des peines – série télé, 1 épisode
- 1993 : Jules Ferry, téléfilm de Jacques Rouffio
- 1994 : Julie Lescaut – serie télé, épisode 3x01 Ville haute, ville basse
- 1995 : La Rivière Espérance, mini-série

## Discographie
- Myself, Cometa Edizioni Musicali – CMT 38, vinyle 7"[5]